# Bundesbildungsanstalt für Sozialpädagogik und Elementarpädagogik St. Pölten
Die Bildungsanstalt und Kolleg für Sozialpädagogik und Elementarpädagogik St. Pölten, kurz BASOP/BAfEP St. Pölten in Niederösterreich ist eine berufsbildende höhere Schule.

## Geschichte
Das Schulgebäude wurde von 1976 bis 1978 als Neubau nach den Plänen des Architekten Paul Pfaffenbichler (1925–2003) erbaut.

## Bildungseinrichtungen
Die BASOP/BAfEP St. Pölten beinhaltet verschiedene Schultypen.
BASOP und BAfEP (früher BAKIP) sind höhere Schulen mit Reife- (Matura) und Diplomprüfung (Fachabschluss). Der Abschluss erfolgt mit Matura (ohne Latein). Der Ausbildungsgang dauert 5 Jahre. Aufgenommen werden kann jedermann mit Abschluss der AHS-Unterstufe bzw. der 4. Klasse einer neuen Mittelschule oder Hauptschule. Eine Eignungsprüfung ist erforderlich.
Daneben führt die Schule ein Kolleg (Fachdiplom für Maturanten), einen Lehrgang (Berufliche Weiterbildung), sowie ein Institut für Erwachsenenbildung.
Bundes-Bildungsanstalt für Elementarpädagogik (BAfEP, ehemals BAKIP)
Das Ausbildungsziel der Elementarpädagogik ist die Berufsbefähigung für Erziehungsaufgaben im Kindergarten- und Hortbereich.
Neben den üblichen Unterrichtsfächern werden Musisch-kreative Gegenstände (Musikerziehung, Gitarre, Flöte oder Akkordeon, Rhythmisch-musikalische Erziehung, Bildnerische Erziehung, Werkerziehung, Leibeserziehung, Instrumentenbau), fachspezifische Gegenstände (Pädagogik einschließlich Psychologie, Soziologie, Philosophie, Heil- und Sonderpädagogik, Didaktik der Pädagogik) und eine praktische Ausbildung (Praktikumshalbtag pro Woche, Praxiswochen im hauseigenen Praxiskindergarten sowie in Besuchskindergärten) vermittelt.
Eine Zusatzausbildung zum/zur Hortpädagogen/-in ist möglich, die Früherziehung ist in den neuen Lehrplan der Elementarpädagogik integriert.
Bundes-Bildungsanstalt für Sozialpädagogik (BASOP)
Die BASOP ist eine Schule für Sozialpädagogik. Der Lehrplan ähnelt der BAfEP, orientiert sich aber an den spezifischen Erfordernissen des sozialpädagogischen Arbeitsfeldes.
Kolleg für Sozialpädagogik (SPK, SKB)
Derzeit werden zwei Kollegformen angeboten, die Regelform (4 Semester) und das berufsbegleitende Kolleg (6 Semester). Der Abschluss ist die Diplomprüfung für Sozialpädagogik. Die Regelform ist ein Tageskolleg mit Vollunterricht, die 6-semestrige Form findet im Blockunterricht statt.
Voraussetzung sind Matura, Berufsreife- oder Studienberechtigungsprüfung. Facheinschlägige berufliche Tätigkeit wird auf die Praktika angerechnet.
Die Kolleg-Klassen befinden sich in der Expositur, dem ehemaligen Gebäude der Sozial-Akademie (SozAk), neben dem Hauptgebäude des BRG/BORG St. Pölten.
Kolleg für Elementarpädagogik (KKB)
berufsbegleitendes Kolleg (6 Semester). Der Abschluss ist die Diplomprüfung für Kindergartenpädagogik. In der 6-semestrigen Form finden die Lehrveranstaltungen im Blockunterricht statt.
Voraussetzung sind Matura, Berufsreife- oder Studienberechtigungsprüfung.
Lehrgang für Inklusive Elementarpädagogik (SOKI)
Eintrittsvoraussetzung ist die Befähigungsprüfung für Kindergärtnerinnen bzw. Reife- und Diplomprüfung für Kindergartenpädagogik. Die Ausbildung schließt mit der Diplomprüfung für Sonderkindergärten und Frühförderung ab.
Institut für Erwachsenenbildung an der BASOP/BAfEP (IfEB)
Die Kurse und Lehrgänge für Erwachsene im berufsspezifischen Bereich der Sozial- und der Elementarpädagogik dauern in der Regel 2 Semester und werden in Form von Blockunterricht an 6 Wochenenden je Semester abgehalten.
Praxiskindergarten und Praxishort
Der Kindergarten und der Hort der Schule bieten ca. 100 Plätze für Kinder im Alter von 2½ bis 14 Jahren.

## Leitung
- Rainer Kalteis

## Schüler
BASOP
- Marion Thuswald (* 1978), Bildungswissenschafterin
- Regina Riel (* 1982), Opernsängerin